# Joël Pedro
Joël de Almeida Pedro (Lussemburgo, 10 aprile 1992) è un ex calciatore lussemburghese, di ruolo centrocampista.

## Carriera
Ha esordito con la nazionale lussemburghese nell'amichevole contro la Lituania (persa per 1-0) disputata il 12 agosto 2009.

## Palmarès

### Club

#### Competizioni nazionali
- Campionato lussemburghese: 1

F91 Dudelange: 2013-2014